# Kolaudace
Kolaudace je úřední postup, který musí proběhnout před tím, než začne být užívána určitá právě dokončená stavba. Téměř všechny dokončené stavby lze totiž začít užívat pouze buď na základě oznámení stavebnímu úřadu, nebo na základě jeho vyhovění žádosti o vydání tzv. kolaudačního souhlasu.
Kolaudační souhlas pak platí pro ty stavby, jejichž vlastnosti nemůže uživatel ovlivnit, jako je např. nemocnice, škola, věznice nebo stavba dopravní infrastruktury. Také změny staveb, které byly prohlášeny kulturní památkou, vyžadují kolaudační souhlas. Kolaudaci provede stavební úřad formou závěrečné kontrolní prohlídky stavby (pokud je k žádosti připojen odborný posudek autorizovaného inspektora, lze od této prohlídky upustit), na jejímž základě vyhodnotí, zda existují závady bránící bezpečnému užívání stavby. V negativním případě vydá kolaudační souhlas, v pozitivním rozhodne o zákazu užívání stavby.